# Avatar (banda)
Avatar é uma banda sueca de heavy metal, formada em Gotemburgo em 2001. A banda lançou nove álbuns de estúdio, sendo o mais recente Dance Devil Dance em 2023. A banda teve algum sucesso nas rádios de rock dos Estados Unidos, principalmente com sua música " New Land ", que alcançou a posição 20 na parada de canções de rock mainstream da Billboard em maio de 2017.

## História

### Formação e lançamentos iniciais (2001-2010)
A banda foi formada em 2001 pelo baterista John Alfredsson e pelo guitarrista Jonas Jarlsby, que na época estavam em bandas separadas. Depois de várias mudanças na formação, a banda lançou dois EPs demos com quatro faixas cada em 2004: Personal Observations, lançado em 18 de janeiro de 2004 e 4 Reasons to Die, em 19 de novembro de 2004. O primeiro álbum de estúdio de Avatar, Thoughts of No Tomorrow, foi lançado em 25 de janeiro de 2006 e alcançou a posição # 47 no Top 60 de álbuns da Suécia A banda completou várias turnês européias como banda de apoio para Impaled Nazarene, Evergrey e In Flames .

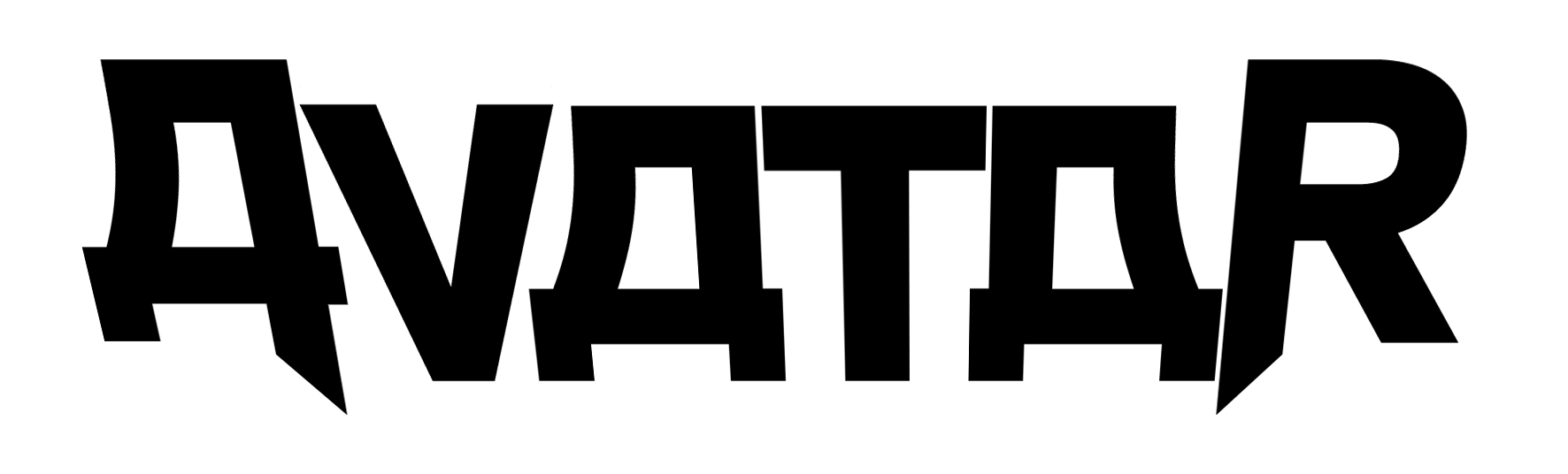
logotipo do Avatar

O segundo álbum do Avatar, Schlacht, foi lançado no dia 24 de outubro de 2007, alcançando a posição 27 na parada de álbuns sueca. Björn Gelotte do In Flames contribuiu com um solo de guitarra na faixa "Letters from Neverend". O conjunto subsequente de turnês os viu se apresentar no Sweden Rock Festival de 2008, bem como shows de apoio ao Obituary (janeiro-fevereiro de 2008) e Hardcore Superstar (outubro-novembro de 2009).
O terceiro álbum da banda, o autointitulado Avatar, foi lançado na Suécia em novembro de 2009 e alcançou a 36ª posição na parada de álbuns nacional. Em janeiro de 2010 o videoclipe da música "Queen of Blades" foi lançado no site da banda. Naquela época, a banda assinou com a Sony Music para o lançamento alemão e suíço de seu último álbum, em 26 de março de 2010. Em abril do mesmo ano foi assinado um contrato com a gravadora japonesa Art Union, para o lançamento do álbum no dia 19 de maio. Eles então lançaram uma ambiciosa agenda de turnês aparecendo no Storsjöyran de 2010, e também com Warrior Soul (março-abril de 2010), Dark Tranquility (outubro-novembro de 2010) e Helloween (dezembro de 2010 – janeiro de 2011).

### Black WaltzeHail the Apocalypse(2011-2015)

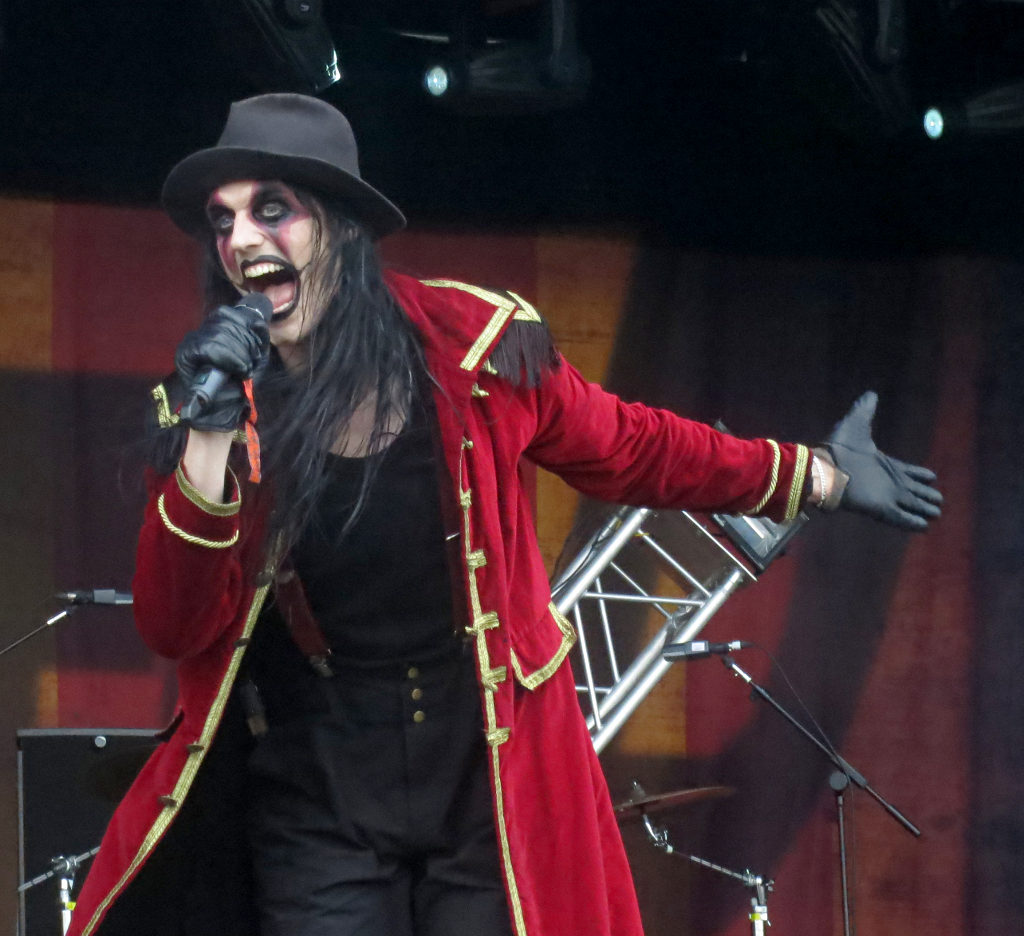
Vocalista Johannes Eckerström se apresentando no Bloodstock Open Air 2014

Em dezembro de 2011, o guitarrista Simon Andersson deixou a banda, sendo substituído por Tim Öhrström. Em 25 de janeiro de 2012, o álbum Black Waltz foi lançado na Europa. Alcançou a posição 25 na lista de álbuns na Suécia, país natal do grupo. O álbum foi lançado nos Estados Unidos no dia 14 de fevereiro. Black Waltz marca a primeira aparição da pintura facial de "palhaço" agora usada regularmente pelo vocalista, Johannes Eckerström. Para apoiar o lançamento americano de Black Waltz, Avatar embarcou em sua primeira turnê nos Estados Unidos ao lado de Lacuna Coil e Sevendust em fevereiro de 2013.
Em agosto de 2013, após a esposa do voscalista da banda Device e Disturbed, David Draiman ter dado à luz, Draiman optou por se retirar de sua agenda de turnê, então Avatar foi escolhido pelo Avenged Sevenfold para substituir Device e continuar a turnê com eles e Five Finger Death Punch . No outono seguinte, a banda passou um mês na Tailândia gravando um novo álbum, com lançamento previsto para março de 2014. Em 11 de março de 2014, foi anunciado que o quinto álbum de Avatar seria intitulado Hail the Apocalypse e seria lançado em 13 de maio de 2014 via eOne Music. O primeiro single do álbum, a faixa-título, foi lançado em 17 de março de 2014 e foi acompanhado por um vídeo. O novo álbum foi produzido por Tobias Lindell e mixado por Jay Ruston. Desde o lançamento de Hail the Apocalypse, Avatar conduziu várias turnês pelos Estados Unidos e pela Europa como banda de apoio e também como atração principal, além de se apresentar em festivais como Rock on the Range 2014 e o inaugural Louder Than Life. O videoclipe de "Vultures Fly" estreou em 26 de janeiro de 2015 e ganhou distinção ao ser eleito o número 1 por cinco semanas consecutivas na contagem regressiva de vídeos Battle Royal ' Loudwire, bem como seu Melhor Vídeo de Rock de 2015. Avatar então começou uma turnê pelos Estados Unidos em abril de 2015, consistindo em apresentações em que seriam atrações principais e outras apoiando Five Finger Death Punch e Mushroomhead .
No começo de maio de 2015, foi anunciado que Avatar seria incluído na programação do Shiprocked 2016. Avatar voltou aos Estados Unidos para outra turnê principal de agosto a setembro de 2015 com Gemini Syndrome e First Decree, e de janeiro a fevereiro de 2016 com September Mourning, antes de retornar à Suécia para concluir a composição da sequência de Hail the Apocalypse . Sylvia Massy foi anunciada como produtora desse álbum, que foi gravado em três estúdios pela Europa. No final de 2015, foi anunciado que Avatar estaria programado para aparecer em vários festivais em 2016, incluindo Rock on the Range e Carolina Rebellion .

### Feathers & Flesh(2016−2017)
Depois de várias turnês de apoio ao Hail the Apocalypse de 2014, Avatar entrou no estúdio em dezembro de 2015 para começar a gravar um álbum de estúdio seguinte até então, sem nome. A banda dividiu seu tempo entre três estúdios europeus — Castle Studios em Rohrsdorf, na Alemanha, Finnvox Studios em Helsinki, na Finlândia e Spinroad Studios em Lindome, na Suécia . A aclamada produtora Sylvia Massy, conhecida por seu trabalho com Tool e Red Hot Chili Peppers, elogiou Avatar como "implacável", observando o cantor Johannes Eckerström como tendo "carisma e energia selvagem". O início das sessões de gravação também coincidiu com várias atualizações por meio da conta do Instagram da banda, narrando seu tempo no estúdio. Terminada a gravação, Avatar participou do Shiprocked 2016, depois fez uma turnê pelo sul dos Estados Unidos com September Mourning e Saint Diablo. Em 30 de janeiro de 2016, em Dallas, Texas, o Avatar apresentou pela primeira vez a música "For The Swarm", a primeira música original desde o lançamento de seu álbum anterior.

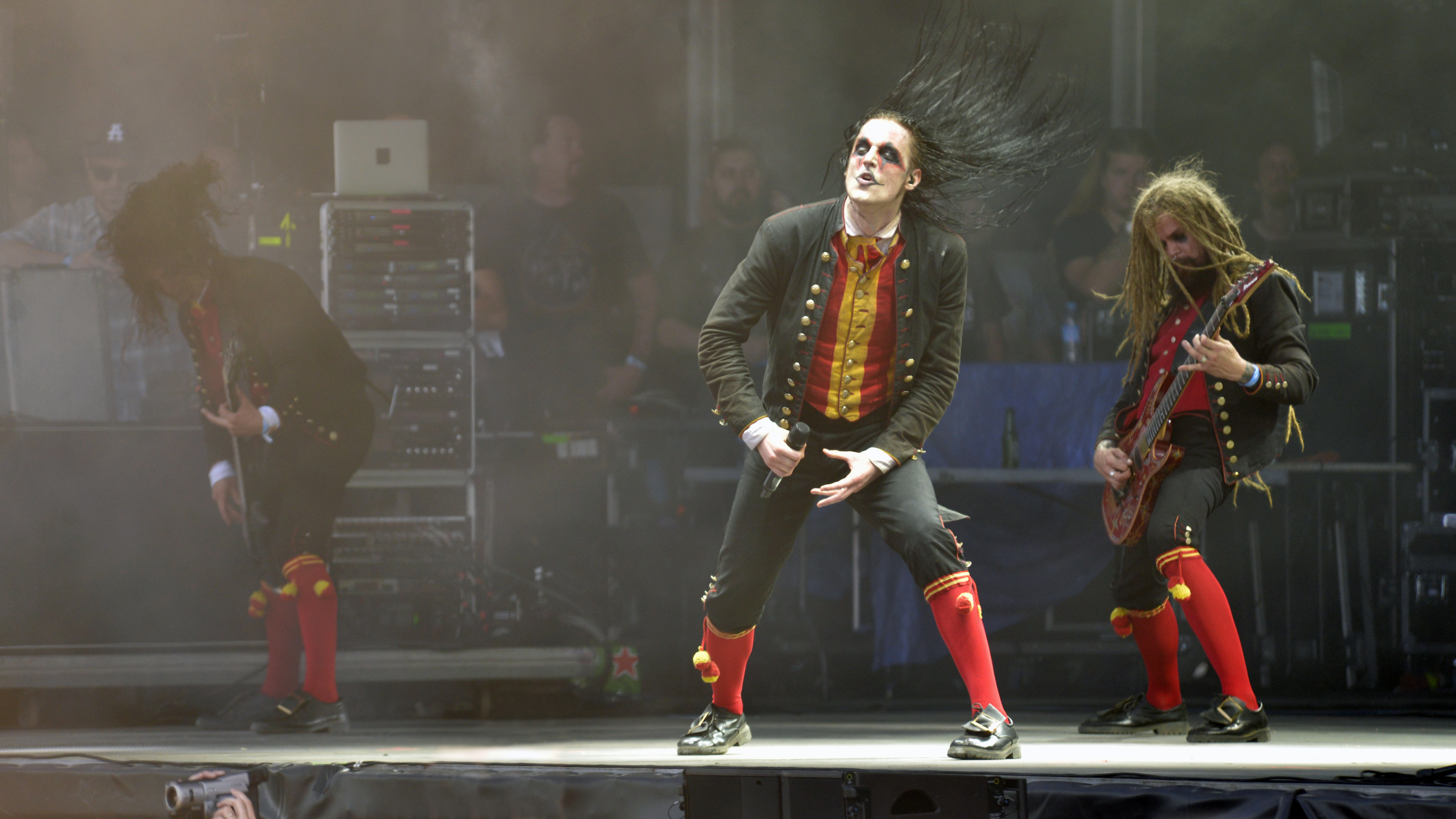
Avatar se apresentando no Hellfest 2017

Em 3 de março de 2016, Avatar revelou o nome do novo álbum, Feathers & Flesh, por meio de seu site oficial e das redes sociais. A data de lançamento de 13 de maio de 2016 também foi anunciada, bem como vários pacotes de itens oficiais da banda disponíveis pré-encomenda que estariam disponíveis para pedido em 17 de março de 2016. Um pacote oferecia um livro de capa dura de poemas de 60 páginas e 109 versos, descrito no Facebook da banda como "uma história extensa demais para qualquer livreto". O primeiro single, "For the Swarm", foi lançado como recompensa para aqueles que encomendaram o álbum no iTunes . Um videoclipe deste single também foi lançado. A recepção dos fãs à nova música e vídeo foi alta, como evidenciado em "For the Swarm" sendo eleito o número 1 no Battle Royale da Loudwire na semana que terminou em 11 de março de 2016. Em 17 de março de 2016, os singles "Regret" e "House of Eternal Hunt" foram lançados para ajudar a iniciar a pré-encomenda de pacotes de itens oficiais para o Feathers & Flesh . Um vídeo dirigido por Johan Carlén foi lançado apresentando as duas músicas tocando sequencialmente enquanto a visão gira em torno de uma galeria de arte escura, com muitas pinturas de pássaros, principalmente corujas, espelhando algumas das obras de arte que a banda criou para as músicas individuais de seu álbum . "Regret", como a faixa de abertura do álbum, é descrita pela banda como "uma jornada intensa através do épico" e, "... de longe a introdução de álbum mais diferente que já escrevemos." A música apresenta The Owl, a protagonista do álbum enquanto ela está morrendo, refletindo sobre seu passado. "House of Eternal Hunt", descrito pela banda como "a definição de metal ", inicia a história de The Owl, um "predador que governa o céu" de acordo com Eckerström. O primeiro single oficial, "The Eagle Has Landed", foi lançado em 25 de março de 2016. Tal como acontece com os singles lançados anteriormente, esta faixa foi uma recompensa de gratificação instantânea para a pré-encomenda de Feathers & Flesh . A música apresenta The Eagle, "... colidindo com o mundo de seu adversário", de acordo com Eckerström. Embora nenhum novo videoclipe tenha sido lançado com esta faixa, a banda carregou a música em seu canal oficial no YouTube com o mesmo videoclipe apresentado para o lançamento de "Regret" e "House of Eternal Hunt". Durante março e abril de 2017, a banda fez uma turnê pela América do Norte com In This Moment, Motionless in White e Gemini Syndrome como parte da turnê Half God Half Devil de In This Moment.
Em 12 de junho de 2017, Avatar recebeu o prêmio Breakthrough Band no Metal Hammer Golden Gods .

### Avatar Country(2017−2020)

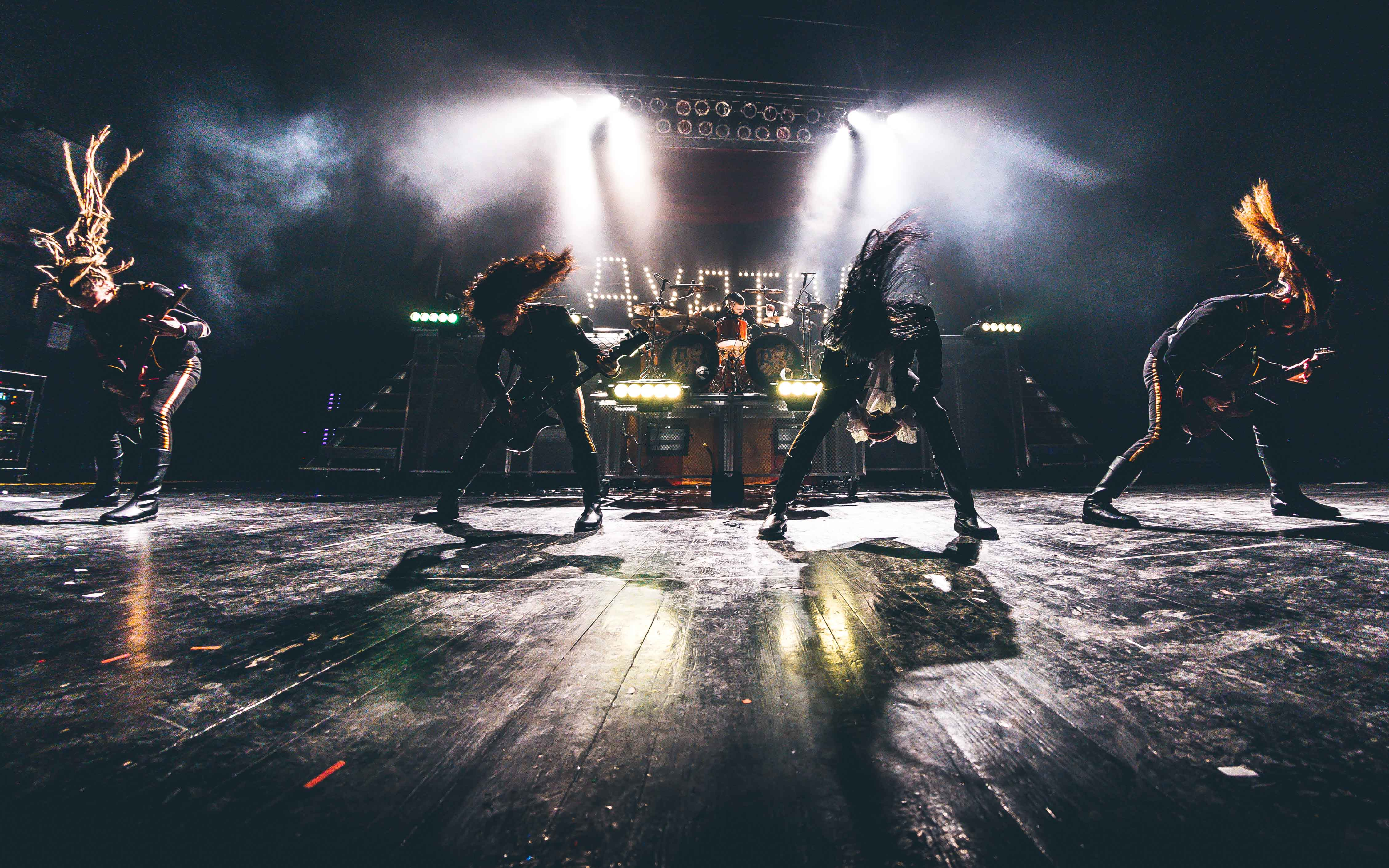
Show de abertura da Avatar Country World Tour em Columbus, Ohio, em 6 de janeiro de 2018

No dia 24 de outubro de 2017, Avatar lançou um novo single chamado "A Statue of the King", juntamente com o anúncio de que lançariam seu sétimo álbum, Avatar Country, já em 12 de janeiro de 2018. Também foram anunciadas as datas da nova turnê do grupo, intitulada de Avatar Country Tour, que começara em janeiro de 2018 na América do Norte e chegaria à Europa em meados de março do mesmo ano. No dia 13 de dezembro, a música "The King Wants You" foi lançada na rádio SiriusXM Octane, e logo disponível nas plataformas digitais, sendo o segundo single do álbum Avatar Country . O videoclipe oficial foi lançado em 19 de dezembro.
Em 12 de janeiro de 2018, Avatar Country foi lançado mundialmente, disponível tanto por meio de serviços de streaming como o Spotify, quanto em formatos físicos de lojas de música em todo o mundo. Em 29 de outubro de 2018, a banda lançou uma campanha Kickstarter para Legend of Avatar Country, que foi descrita como "um filme baseado no álbum Avatar Country da banda Avatar." A banda precisava de um financiamento de $ 50.000 e, em 31 de outubro de 2018, a banda havia arrecadado mais de $ 110.000 para o filme.

### Hunter Gatherer, singles de 2021 eDance Devil Dance(2020-presente)
No início de dezembro de 2019, a banda anunciou que havia começado a gravar seu próximo álbum no Sphere Studios em Los Angeles. Uma entrevista com Loudwire em janeiro e mais tarde um vídeo paywall (de acesso pago) da própria banda revelou que o vocalista do Slipknot e Stone Sour, Corey Taylor, faria uma participação especial na música "Secret Door". A mesma entrevista também revelou os nomes de algumas outras canções do álbum ainda sem nome: "Colossus", "Child", "Scream Into the Void" e "Silence in the Age of Apes". Falando sobre o tom do álbum, Eckerström disse à Loudwire :

"[no] Avatar Country, queríamos ver se conseguíamos fazer comédia... Era engraçado e queríamos ver se conseguíamos fazer algo engraçado... Mas foi humorístico para nós, e agora é importante fazermos algo desprovido de humor, não há brincadeira com isso nos puxa de volta para a realidade. Lida mais com a escuridão, a tristeza, o desapego, a alienação e a ansiedade de pensar o mundo como um todo."Original  Estados Unidos: "Avatar Country, we wanted to see if we could do comedy ... It was funny and we wanted to see if we could make something funny ... But it was humorous for us, and now it's important for us to do something devoid of humor, there is no joking around with this and it pulls us back into reality. It deals more with darkness, sadness, detachment, alienation and the anxiety of thinking of the world at large."— Johannes Eckerström Loudwire  Estados Unidos
Em um vídeo do YouTube e um tweet em 1º de maio de 2020, a banda anunciou o fim da era "Avatar Country" e provocou o próximo álbum com a pergunta "Você vai caçar conosco?" .
O nome Hunter Gatherer e a data de lançamento de 7 de agosto de 2020 foram anunciados por meio de outro vídeo em 5 de maio de 2020. O videoclipe de "Silence in the Age of Apes" foi lançado no dia 14 de maio de 2020 e foi lançado em plataformas de streaming no dia seguinte. Dois singles intitulados "Going Hunting" e "Barren Cloth Mother" foram lançados em 31 de agosto e 1º de setembro de 2021, respectivamente, antes da banda Going Hunting Tour. Ao mesmo tempo, a banda anunciou sua separação com sua gravadora eOne e o início de sua própria gravadora, Black Waltz Records. "Going Hunting" foi eleita pela Loudwire como a 34ª melhor música de metal de 2021.
Em junho de 2022, Avatar estava trabalhando em um novo material para seu nono álbum de estúdio, Dance Devil Dance, lançado em 17 de fevereiro de 2023. Quatro singles dele foram lançados antes do lançamento do álbum, estas sendo "Violence No Matter What" (com Lzzy Hale), "The Dirt I'm Buried In", a faixa título do álbum, "Dance Devil Dance", e "Valley of Disease".

"Você sempre ouve as bandas dizerem ‘Este é o nosso melhor álbum até agora’. Este é o nosso melhor álbum até agora. É Avatar em nosso ponto mais nítido. Não há besteiras, nem gordura extra. Cada faixa é uma arma e tem um propósito. Está tudo no título, já que este álbum é o nosso lançamento mais raivoso, excitante e espiritual, tudo de uma vez. É uma audição obrigatória"
Foram lançados também diversos videoclipes de músicas do álbum, como "Dance Devil Dance", "The Dirt I'm Buried In" e "Chimp Mosh Pit". Foi dito pela banda que o álbum foi gravado em um deserto na Suécia.
No dia 28 de fevereiro de 2023, onze dias após o lançamento de Dance Devil Dance, a banda anunciou via seu Instagram oficial que o álbum havia chegado na posição número um das paradas de hard rock da Billboard.
A banda também ingressou em turnês europeias e norte-americanas para apoiar o álbum entre 18 de fevereiro de 2023 e 31 de março de 2023 e 28 de abril de 2023 e 28 de maio respectivamente.

## Estilo musical e influências
Avatar tem sido descrito como uma banda de heavy metal e, mais especificamente, como death metal melódico e groove metal . A banda também foi referida como um "conjunto sueco de death / industrial / metal progressivo pintado de graxa". Originalmente uma banda de death metal melódico puro, Avatar mais tarde começou a tocar um estilo de música diferente, mudando para um estilo de metal mais avant-garde .
Avatar foi moldado principalmente pelo death metal melódico de In Flames and the Haunted, com influências musicais adicionais vindas do estilo de máquina industrial de Rammstein, Marilyn Manson e Ministry . As primeiras influências de Avatar incluem Beethoven, os Beatles, Iron Maiden e Black Sabbath . Eles pegaram sugestões de estilo de Helloween, Strapping Young Lad, Devin Townsend, Thin Lizzy, Meshuggah, Gojira e Cryptopsy .

## Membros da banda
Membros atuais
- Jonas "Kungen" Jarlsby – guitarras (2001–presente)
- John Alfredsson – bateria (2001–presente)
- Johannes Eckerström – vocais principais (2002–presente), trombone (2018–presente), piano, teclados (2021–presente) [66]
- Henrik Sandelin – baixo, backing vocals (2003–presente) [66]
- Tim Öhrström – guitarras, backing vocals (2011–presente) [66]

Membros antigos
- Simon Andersson – guitarras (2003–2011) [66]

## Discografia

### Álbuns de estúdio
| Thoughts of No Tomorrow | - Lançado: 25 de janeiro de 2006 - Gravadora: Gain Music Entertainment - Formatos: CD, CS, LP, DL | —  | —   | —  |
| Schlacht                | - Lançado: 24 de outubro de 2007 - Gravadora: Gain - Formatos: CD, CS, LP, DL                     | —  | —   | —  |
| Avatar                  | - Lançado: 20 de novembro de 2009 - Gravadora: Gain - Formatos: CD, CS, LP, DL                    | 36 | —   | —  |
| Black Waltz             | - Lançado: 25 de janeiro de 2012 - Gravadora: Gain - Formatos: CD, CS, LP, DL                     | 25 | —   | —  |
| Hail the Apocalypse     | - Lançado: 13 de maio de 2014 - Gravadora: Entertainment One - Formatos: CD, CS, LP, DL           | —  | 97  | 18 |
| Feathers &amp; Flesh    | - Lançado: 13 de maio de 2016 - Gravadora: eOne - Formatos: CD, CS, LP, DL                        | —  | 88  | —  |
| Avatar Country          | - Lançado: 12 de janeiro de 2018 - Gravadora: eOne, Century Media - Formatos: CD, CS, LP, DL      | —  | 132 | 2  |
| Hunter Gatherer         | - Lançado: 7 de agosto de 2020 - Gravadora: eOne - Formatos: CD, CS, LP, DL                       | —  | —   | 44 |
| Dance Devil Dance       | - Lançado: 17 de fevereiro de 2023 - Gravadora: Thirty Tigers - Formatos: CD, CS, LP, DL          | —  | —   | —  |

### Ao vivo
| Título                  | Detalhes do álbum                                                         |
| ----------------------- | ------------------------------------------------------------------------- |
| The King Lives in Paris | - Lançado: 17 de maio de 2019 - Gravado no Download Festival 2018 (Paris) |

### EPs
| Título           | Detalhes do EP                                                  |
| ---------------- | --------------------------------------------------------------- |
| 4 Reasons to Die | - Lançado: 19 de novembro de 2004 - Gravadora: Bloodstained Art |
| Black Waltz      | - Lançado: 24 de outubro de 2011 - Gravadora: Gain              |

### Demo
| Título                | Detalhes da demonstração         |
| --------------------- | -------------------------------- |
| Personal Observations | - Lançado: 18 de janeiro de 2004 |

### Singles
| Ano  | Faixa                                           | EUA Principal. | CZE Rock | Álbum                          |
| ---- | ----------------------------------------------- | -------------- | -------- | ------------------------------ |
| 2005 | "And I Bid You Farewell"                        | —              | —        | Thoughts of No Tomorrow        |
| 2005 | "My Shining Star"                               | —              | —        | Thoughts of No Tomorrow        |
| 2009 | "The Great Pretender"                           | —              | —        | Avatar                         |
| 2012 | "Let It Burn"                                   | —              | —        | Black Waltz                    |
| 2012 | "Smells Like a Freakshow"                       | 32             | —        | Black Waltz                    |
| 2014 | "Hail the Apocalypse"                           | —              | —        | Hail the Apocalypse            |
| 2014 | "Bloody Angel"                                  | 25             | —        | Hail the Apocalypse            |
| 2014 | "Vultures Fly"                                  | —              | —        | Hail the Apocalypse            |
| 2016 | "The Eagle Has Landed"                          | 16             | —        | Feathers &amp; Flesh           |
| 2016 | "Night Never Ending"                            | 31             | —        | Feathers &amp; Flesh           |
| 2017 | "New Land"                                      | 20             | —        | Feathers &amp; Flesh           |
| 2017 | "A Statue of the King"                          | —              | —        | Avatar Country                 |
| 2017 | "The King Wants You"                            | 27             | 5        | Avatar Country                 |
| 2018 | "The King Welcomes You to Avatar Country"       | —              | —        | Avatar Country                 |
| 2020 | "Silence in the Age of Apes"                    | —              | —        | Hunter Gatherer                |
| 2020 | "God of Sick Dreams"                            | —              | —        | Hunter Gatherer                |
| 2020 | "Colossus"                                      | 16             | —        | Hunter Gatherer                |
| 2021 | "Going Hunting"                                 | 36             | —        |                                |
| 2021 | "Barren Cloth Mother"                           | —              | —        |                                |
| 2021 | "So Sang the Hollow"                            | —              | —        | Single Não Relacionada à Álbum |
| 2021 | "Construction of Souls"                         | —              | —        |                                |
| 2021 | "Cruel and Unusual"                             | —              | —        |                                |
| 2022 | "Valley of Disease"                             | —              | —        | Dance Devil Dance              |
| 2022 | "Dance Devil Dance"                             | —              | —        | Dance Devil Dance              |
| 2023 | "The Dirt I'm Buried In"                        | 13             | 2        | Dance Devil Dance              |
| 2023 | "Violence No Matter What" (duet with Lzzy Hale) | —              | —        | Dance Devil Dance              |

## Videoclipes
| Ano  | Título                                    | Diretor        | Álbum                          | Ref.   |
| ---- | ----------------------------------------- | -------------- | ------------------------------ | ------ |
| 2004 | "My Shining Star"                         | Jonas Wolcher  | 4 Reasons to Die               | [ 75 ] |
| 2007 | "Schlacht"                                | –              | Schlacht                       | [ 76 ] |
| 2009 | "The Great Pretender"                     | PA Nilsson     | Avatar                         | [ 76 ] |
| 2010 | "Queen of Blades"                         | René U. Valdés | Avatar                         | [ 77 ] |
| 2011 | "Black Waltz"                             | Johan Carlén   | Black Waltz                    | [ 76 ] |
| 2012 | "Let It Burn"                             | –              | Black Waltz                    | [ 76 ] |
| 2012 | "Torn Apart"                              | Johan Carlén   | Black Waltz                    | [ 78 ] |
| 2013 | "Smells Like a Freakshow"                 | Johan Carlén   | Black Waltz                    | [ 79 ] |
| 2014 | "Hail the Apocalypse"                     | Johan Carlén   | Hail the Apocalypse            | [ 80 ] |
| 2014 | "Bloody Angel"                            | Johan Carlén   | Hail the Apocalypse            | [ 81 ] |
| 2015 | "Vultures Fly"                            | Axel Widén     | Hail the Apocalypse            | [ 82 ] |
| 2016 | "For the Swarm"                           | Johan Carlén   | Feathers &amp; Flesh           | [ 83 ] |
| 2016 | "The Eagle Has Landed"                    | Johan Carlén   | Feathers &amp; Flesh           | [ 84 ] |
| 2016 | "Night Never Ending"                      | Johan Carlén   | Feathers &amp; Flesh           | [ 85 ] |
| 2017 | "New Land"                                | Johan Carlén   | Feathers &amp; Flesh           | [ 76 ] |
| 2017 | "A Statue of the King"                    | Johan Carlén   | Avatar Country                 | [ 86 ] |
| 2017 | "The King Wants You"                      | Johan Carlén   | Avatar Country                 | [ 87 ] |
| 2018 | "The King Welcomes You to Avatar Country" | Johan Carlén   | Avatar Country                 | [ 88 ] |
| 2019 | "King's Harvest"                          | Johan Carlén   | Avatar Country                 | [ 89 ] |
| 2020 | "Silence in the Age of Apes"              | Johan Carlén   | Hunter Gatherer                | [ 90 ] |
| 2020 | "Colossus"                                | Johan Carlén   | Hunter Gatherer                | [ 91 ] |
| 2020 | "A Secret Door"                           | Johan Carlén   | Hunter Gatherer                | [ 92 ] |
| 2021 | "Going Hunting"                           | Johan Carlén   | Single Não Relacionada à Álbum |        |
| 2022 | "Dance Devil Dance"                       | Johan Carlén   | Dança Dança do Diabo           | [ 94 ] |
| 2022 | "The Dirt I'm Buried In"                  | Johan Carlén   | Dança Dança do Diabo           | [ 95 ] |
| 2023 | "Chimp Mosh Pit"                          | Johan Carlén   | Dança Dança do Diabo           | [ 96 ] |

## Filmografia
| Ano  | Título                                                     | Diretor        | Tipo         | Ref.   |
| ---- | ---------------------------------------------------------- | -------------- | ------------ | ------ |
| 2007 | Irene Huss - Tatuerad torso                                | Martin Asphaug | Filme        | [ 97 ] |
| 2019 | With Horns in the Air – A Very Special Message from Avatar | Johan Carlén   | Documentário | [ 98 ] |
| 2019 | Legend of Avatar Country                                   | Johan Carlén   | Filme curto  | [ 99 ] |